# Laxita ischaris
Laxita ischaris är en fjärilsart som beskrevs av Jean Baptiste Godart 1824. Laxita ischaris ingår i släktet Laxita och familjen Riodinidae. Inga underarter finns listade i Catalogue of Life.